# Principe de mutabilité
Le principe de mutabilité est un principe du droit français permettant de modifier le régime de tout service public en fonction de l'intérêt général. Il répond à plusieurs problèmes pratiques.

## Présentation
À l’origine le contrat est un dogme juridique qui semble intangible. Il manifeste l’accord de volonté des parties, ne peut pas être remis en question par d’autres que les parties elles-mêmes. Il va s’avérer nécessaire d’aller contre l’accord de volonté pourtant claire.
Ainsi, en 1902, dans une affaire dans laquelle une commune avait décidé de concéder le service d’éclairage à une compagnie d’électricité au lieu de la compagnie gazière détentrice du contrat, le Conseil d'État qui accordait normalement des indemnités très avantageuses à la société ainsi lésée, réalise à quel point son attitude légaliste constitue un frein au progrès. L’espèce lui donne une occasion d’amorcer un revirement de jurisprudence en affirmant que le contrat était mal fait puisque le problème des indemnités est mal réglé et il va intervenir en équité en accordant à la personne publique de sortir du contrat à moindre frais.
Par la suite, les juges ont eu à se pencher sur le point de savoir jusqu'où un préfet pouvait-il modifier unilatéralement l’organisation du service lorsqu'elle est prévue par des clauses contractuelles. Le Conseil d'État ne s’est pas laissé enfermer par les termes du contrat et a dépassé la volonté des parties. Il va distinguer l’expression d’intérêt général et ses conséquences « le droit de règlementation est indépendant du contrat puisqu’il a pour objet final d’assurer quoi qu’il en ait été convenu quoi qu’il arrive, l’exécution normale du service public ». C’est ce que la doctrine appelle la mutabilité du service public, ici elle passe par une mutabilité du contrat administratif en fonction d’une nouvelle manifestation de l’intérêt général. Partant de là, le commissaire du gouvernement accepte que cette nouvelle manifestation d’intérêt général va bouleverser l’équilibre contractuel ce qui entraîne le droit à une indemnité.
Au même moment, on voit apparaître une autre atteinte à l’équilibre contractuel : la notion d’imprévision. Il s’agit bien de trouver une solution à un événement imprévu et d'adapter le contrat qui est en principe soumis à la logique de la continuité. Le contrat en tant que dogme subit donc deux atteintes, la mutabilité et l’imprévision qui vient à admettre la non exécution du contrat dans certaines circonstances.
Au-delà du contrat, le principe de mutabilité du service public oblige l'État à s’adapter aux circonstances nouvelles.